# Alex Müller
Alex Müller (geb. 1969 in Düren) ist eine deutsche bildende Künstlerin, die in Berlin und in der Uckermark lebt und arbeitet.

## Leben
Alex Müller wuchs in Düren auf. Sie studierte von 1997 bis 2004 an der Hochschule für Bildende Künste Braunschweig bei Mara Mattuschka, John Armleder und Raimund Kummer.
In ihren Arbeiten nutzt sie unterschiedliche Materialien wie Tusche, Ölpastellkreide, Buntstift, Blaumohn, Rotwein und Espresso, die sie auf verschiedene Bildträger aufbringt. Ihr Ausgangspunkt ist die Malerei, die sie in Gemälden, Skulpturen, Installationen, Lyrik und Performance verbildlicht.
Von 2007 bis 2010 kuratierte sie zusammen mit Shannon Bool den Ausstellungsraum Samsa in Berlin, in dem zahlreiche Künstler ausstellten, wie z. B. Robert Elfgen, Daniel Laufer, Lutz Braun, Dani Gal, Steff Heidhues, Kalin Lindena, Sebastian Dacey, Claudia Wieser und Simone Gilges.

## Ausstellungen (Auswahl)

### Einzelausstellungen
- 2004: Eene meene alles, Studiogalerie, Kunstverein Braunschweig
- 2005: Mischa hat alles für immer, Projekt Just, Düsseldorf
- 2005: Wände haben Mäuse und Mäuse haben Ohren, Kunstmuseum Stuttgart
- 2005: Nachts ist eine Erbse das Selbe wie eine Perle, Galerie Vera Gliem, Köln
- 2007: sechs Jahre Trilma, Samsa Präsentiert, Berlin
- 2007: ich und ich (mit Nikola Torke), Kunstverein St. Pauli, Hamburg
- 2007: bevor Martha und Hedda nach elf, Bonner Kunstverein
- 2010: Alles für das Hauspferd, Galerie Vera Gliem, Köln
- 2011: Cassiopeia und der Alberich, Leopold Hoesch Museum, Düren[1]
- 2011: Peter the Green, Tanja Pol, München
- 2012: Alles im Eldorado, Provinzeditionen, Bochum
- 2012: Bewegungen für eine Reise in Mitte, L40, Berlin
- 2014: Alles da immer sichtbar, ADN Pförtnerhaus, Berlin
- 2016: Willst du meine Frau werden, Galerie Sandra Buergel, Berlin
- 2017: Kapern holen den Wind, West – Wendischer Kunstverein, Gartow
- 2021: Vom Mähen zum Frieden, Leopold-Hoesch-Museum, Düren[2]
- 2023:  Alex Müller. Bis die Zeit vergeht, Kunsthalle Nürnberg

### Gruppenausstellungen
- 2009: 7 x 14, (mit Shannon Bool) Kunsthalle Baden-Baden[3]
- 2011: Secret Societies, Schirn Kunsthalle Frankfurt, CAPC Bordeaux, Frankreich
- 2013: Painting for ever Kunstwerke Berlin
- 2013: Goldrush, Villa Merkel, Esslingen
- 2018: Further thoughts on earthy materials, GAK, Bremen
- 2021: For Free, Galerie Binder, München[4]
- 2022: Geordnete Verhältnisse, Kunsthalle Nürnberg[5]
- 2022: Über die Zeichnung hinaus, Zitadelle Spandau, Berlin

## Sammlungen
- Julia Stoschek Collection[6]
- Leopold-Hoesch-Museum[7]
- Sammlung Grässlin[8]

## Publikationen
- mit U. Nduka, Marcus Maida: Der Hutmacher, Das Orchester, Der Fenchel: "iss nicht zu viel Mohn, denn Mohn mach dumm", Berlin, Argobooks, 2017, ISBN 978-3-942700-84-9.
- Painting Forever, Ausstellungskatalog, Kettler Verlag, 2013, ISBN 978-3-86206-285-0.
- Cassiopeia und der Alberich, Buch zur Ausstellung (Text: Patrizia Dander, Hrsg. Renate Goldmann), Distanz Verlag, Berlin, 2012, ISBN 978-3-942405-71-3.
- Secret Society – Geheimgesellschaften[9], Ausstellungskatalog, Schirn Kunsthalle Frankfurt, CAPC, Bordeaux, 2011, ISBN 978-3-940953-82-7.
- Karola Kraus, Georg Baselitz:  7x14, Publikation zur Ausstellung, Verlag der Buchhandlung Walther König, Kunsthalle Baden-Baden, 2009, ISBN 978-3-86560-682-2.
- Mischa hat alles für immer, Ausstellungskatalog, Hrsg. Künstlerstipendium Just e. V., Düsseldorf, 2005, ISBN 3-9810251-1-3.
- Wände haben Mäuse und Mäuse haben Ohren, Ausstellungskatalog, Verlag Kunstmuseum Stuttgart, 2005, OCLC 315316008
- Vom Mähen zum Frieden, Ausstellungskatalog 2021, VFMK,[10]